# Chiesa di Nostra Signora dell'Assunzione (Saint-Tropez)
La chiesa di Nostra Signora dell'Assunzione (Église Notre-Dame-de-l'Assomption in francese) è il principale luogo di culto cattolico della cittadina di Saint-Tropez, nel dipartimento francese del Var. Iscritta nel registro dei monumenti storici il 9 luglio 1981 è oggi uno dei simboli più noti della località provenzale.

## Storia e descrizione
Costruita a partire dal XVII secolo in stile barocco, fu ultimata solamente nel 1784. Presenta una facciata in pietra calcarea con un portale, finemente decorato e sormontato da una nicchia con all'interno una statua di San Torpè. L'iconico campanile è suddiviso in due sezioni ben distinte. Alla base la torre vera e propria, quadrangolare, le cui pareti esterne sono state dipinte di color terra di Siena. La torre è sormontata da un tamburo ottagonale coperto da una cupola. Questa seconda sezione è invece stata dipinta di color ocra. Sui lati del tamburo sono stati aggiunti quattro orologi, mentre sul vertice della cupola è stata apposta una campana inserita dentro un'apposita celletta metallica.
L'interno della chiesa è ripartito in tre navate, una maggiore centrale e due laterali. All'interno dell'edificio è custodito anche il celebre busto raffigurante San Torpè, esposto in processione in occasione della Bravade e delle festività natalizie.